# فحمة (قرية)

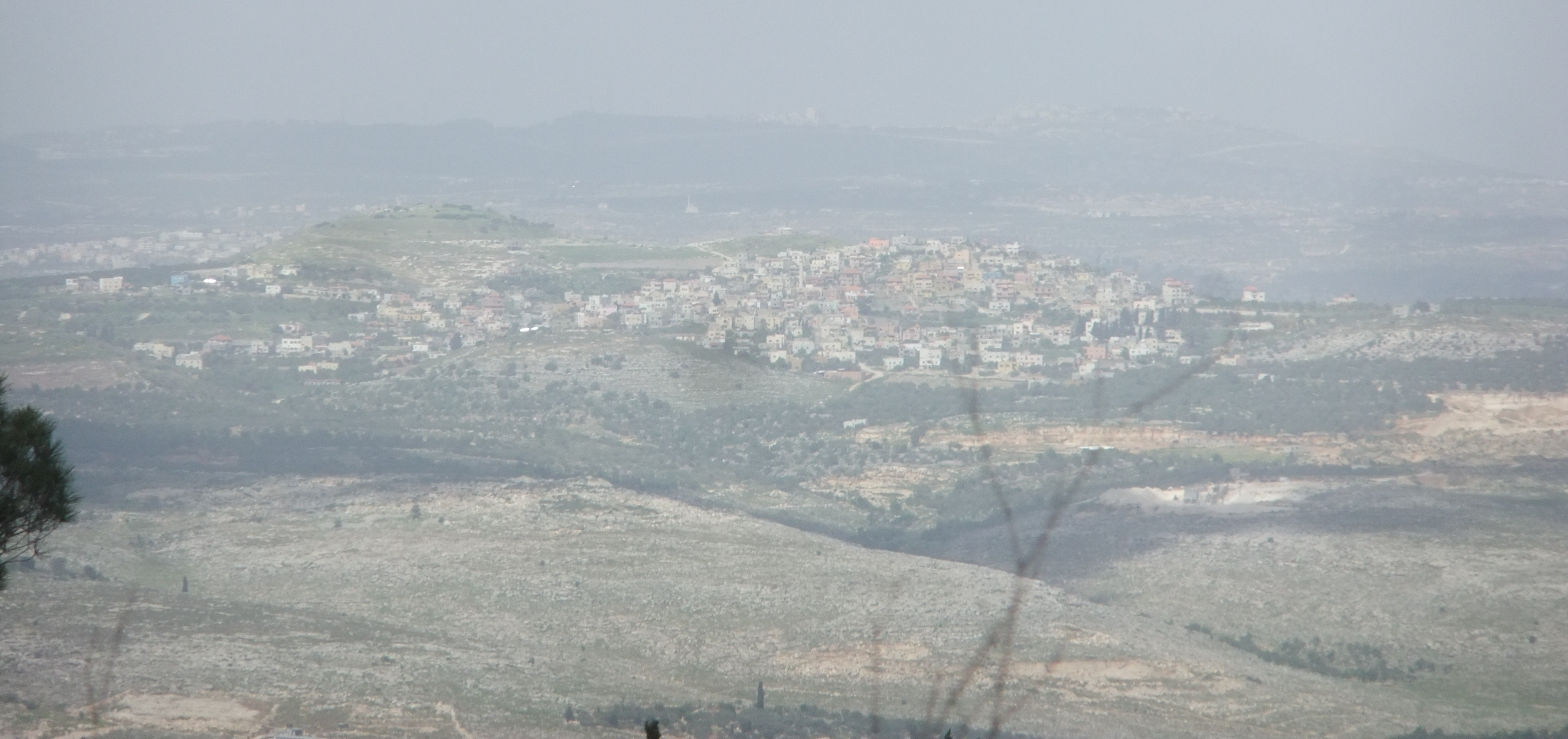
قرية فحمة في جنين

قريـة فحمة هي قرية فلسطينية تابعة لمحافظة جنين في الضفة الغربية، وتبعد عنها 15 كم، على ارتفاع 440 متر عن مستوى سطح البحر. وتبلغ مساحة أراضيها حوالي 4498 دونم. يحد القرية من الشمال بلدة عرابة، ومن الشمال الشرقي قرية فحمة الجديدة، يحدها من الشرق بلدة عجة ومن الجنوب كفر راعي.

## السكان
وفقًا للجهاز المركزي للإحصاء الفلسطيني ، بلغ عدد سكان البلدة 2439 نسمة في منتصف عام 2006 و3193 نسمة بحلول عام 2017.

## التركيبة السكانية
يعود أصل بعض سكان القرية إلى يطا والسموع ، وكلاهما يقعان في جنوب جبل الخليل.

## الأماكن الدينية
- مسجد الرباط
- مسجد التقوى[4]

## الأماكن الأثرية
- بئر الصفاء
- بئر الشعفور

## التاريخ
تم العثور في القرية على قطع فخارية من العصور المبكرة والمتأخرة الرومانية والبيزنطية والإسلامية المبكرة .
في عام 1941، تم اكتشاف حجر منحوت عليه نقش بارز لتابوت التوراة بالقرب من مسجد القرية، الذي كان في السابق كنيسة صليبية . أدى هذا الاكتشاف إلى اعتقاد العلماء بأن القرية كانت مستوطنة سامرية خلال أواخر العصور القديمة ، وأن الكنيسة والمسجد يقعان في موقع كنيس سامري سابق.
في عام 1179 تم ذكر القرية مع عجة في المصادر الصليبية باعتبارها من بين القرى التي تم التبرع بإيراداتها لدير صهيون من قبل البابا ألكسندر الثالث .

### العصر العثماني
تم دمج فحمة، مثل باقي المدن الفلسطينية ، في الإمبراطورية العثمانية عام 1517، وفي تعداد عام 1596 كانت جزءًا من ناحية جبل سامي التي كانت تحت إدارة لواء نابلس . كان عدد سكان القرية 21 أسرة و2 عازبين، جميعهم مسلمون . كانوا سكان القرية يدفعون معدل ضريبة ثابت قدره 33.3٪ على المنتجات الزراعية، مثل القمح والشعير والمحاصيل الصيفية وأشجار الزيتون وخلايا النحل و/أو الماعز، بالإضافة إلى الإيرادات العرضية وضريبة الاقتراع ومعصرة زيت الزيتون أو شراب العنب، بإجمالي 6000 آقجة. وقد تم العثور هنا أيضًا على قطع فخارية من العصر العثماني المبكر.
في عام 1882، وصف مسح فلسطين الغربية الذي أجرته مؤسسة أبحاث فلسطين قرية فحمة بأنها قرية صغيرة مبنيةعلى سرج أسفل التل ولديها بئر وحديقة تين باتجاه الشمال."

### عصر الإنتداب البريطاني
في تعداد فلسطين عام 1922 ، الذي أجرته سلطات الانتداب البريطاني ، بلغ عدد سكان قرية فحمة 187 نسمة، وارتفع في تعداد عام 1931 إلى 238 في إجمالي 38 منزلًا.
في إحصاءات عام 1945 بلغ عدد سكان القرية 350، وكانت مساحة القرية 4498 دونمًا من الأرض، وفقًا لمسح رسمي للأراضي والسكان. ومن هذه المساحة، تم استخدام 210 دونمًا للمزارع والأراضي القابلة للري، و2173 دونمًا للحبوب، بينما كانت 14 دونمًا من الأراضي المبنية.

### العصر الإردني
بعد النكبة الفلسطينية عام 1948، وبعد اتفاقيات الهدنة عام 1949، أصبحت فحمة تحت الحكم الأردني.
في عام 1961،بلغ عدد سكان القرية 541 نسمة.

### ما بعد 1967
منذ حرب الأيام الستة عام 1967، أصبحت قرية فحمة تحت الاحتلال الإسرائيلي.